# Polyoxyméthylène
Le polyoxyméthylène (ou polyformaldéhyde ou polyacétal), de sigle POM, est un polymère de la famille des polyacétals. Il existe soit sous forme homopolymère (POMh), soit sous forme copolymère (POMc). Les deux formes diffèrent peu. Le POM est un matériau semi-cristallin opaque, et sa couleur naturelle est blanche mais il est souvent coloré. La forme homopolymère présente des caractéristiques mécaniques légèrement meilleures. La forme copolymère est la seule qui convienne pour une utilisation continue en contact avec l'eau chaude.
Historiquement, c'est Dupont de Nemours qui commercialisa le premier POM, sous la dénomination de Delrin en 1959. DuPont utilise traditionnellement le terme « acétal » comme appellation générique pour ce matériau.

## Caractéristiques
Le POM est utilisé dans les industries automobile et aéronautiques, des sports, du loisir, de l'électronique, etc.
Grâce à sa structure et une haute cristallinité, le POM offre de très bonnes caractéristiques physiques :
- résistance élevée à la traction et aux chocs ;
- excellente résistance à la fatigue ;
- très bonne résistance aux agents chimiques ;
- excellente stabilité dimensionnelle ;
- bonnes caractéristiques d'isolation électrique ;
- bonne résistance au fluage ;
- faible coefficient de frottement et très bonne résistance à l'abrasion ;
- large plage de température d'utilisation.

Cependant, un POM ne doit pas être utilisé dans des interventions médicales nécessitant une implantation définitive dans le corps humain.

### Tableau de valeurs
- Dureté Rockwell = M80

| Nom (unité)                                                                               | POM       | POM 25 % fv | POM 30 % bv |
| ----------------------------------------------------------------------------------------- | --------- | ----------- | ----------- |
| Résistance à la rupture par traction (MPa)                                                | 70        | 120         | 37          |
| Résistance à la rupture par flexion (MPa)                                                 | 110       | 165         | -           |
| Résistance à la rupture par compression (MPa)                                             | 110       | 140         | -           |
| Module d'élasticité par traction (MPa)                                                    | 3 100     | 10 500      | 3 700       |
| Module d'élasticité par flexion (MPa)                                                     | 2 900     | 9 000       | 3 200       |
| Coefficient de Poisson                                                                    | 0,35      | ?           | ?           |
| Allongement à la rupture par flexion (%)                                                  | 25        | 4           | 6           |
| Résistance à l'usure (u/km)                                                               | 0,75      | -           | -           |
| Température de résistance à la chaleur en continu (°C)                                    | -40 à 115 | -40 à 135   | -           |
| Température d'utilisation maximale de courte durée (°C)                                   | 135       | 150         | -           |
| Température de fléchissement sous charge (HDT), charge de 1,85 MPa, ISO 75 DIN 53461 (°C) | 115       | 160         | 112         |
| Température de fléchissement sous charge, charge de 0,45 MPa, ISO 75 DIN 53461 (°C)       | -         | 164         | -           |
| Coefficient de dilatation thermique (10-6K-1)                                             | 80        | 35          | 90          |
| Module de fluage (MPa)                                                                    | 1 400     | 4 500       | -           |
| Retrait au moulage L/T (%)                                                                | 1,4/1,3   | 1,2/0,4     | -           |
| Absorption d'eau à 23 °C à 50 % HR en 24 heures (%)                                       | 0,25      | 0,5         | 0,15        |
| Absorption d'eau CWS (saturation) (%)                                                     | 0,8       | 0,8         | 0,8         |
| Prix approximatif de la matière ($/kg)                                                    | 1,08      | -           | -           |

## Comportement au contact d'agents chimiques
Le POM est stable à l'eau, aux solutions aqueuses de sels et à la plupart des solvants organiques usuels (alcools, esters, hydrocarbures aliphatiques et aromatiques), ainsi qu'aux carburants, aux huiles et aux graisses, aux liquides de freins et aux liquides réfrigérants. On ne connaît que peu de solvants susceptibles de dissoudre le POM à température élevée.
Les bases n'attaquent pas le POM, même à haute température. En revanche, le POM n'est pas stable  aux acides organiques et inorganiques et aux oxydants.
S'il est exposé de manière prolongée à la lumière solaire, le POM se fragilise mais il existe des stabilisants anti-UV qui permettent de doubler sa durée de vie aux UV.

## Commerce
La France, en 2014, est nette importatrice de polyacétals, d'après les douanes françaises. Le prix à la tonne à l'import était d'environ 2 300 €.
En mai 2024, la Chine lance une enquête antidumping sur ce produit chimique importé de l’Union européenne, des Etats-Unis, de Taïwan et du Japon.

## Historique
- Hermann Staudinger